# Grand Prix van Curaçao
De Grand Prix van Curaçao is een race die eenmalig is verreden in de straten van Willemstad. De Formule 3000-race werd verreden in het jaar 1985, en telde niet mee om het Formula 3000 International Championship. De race werd georganiseerd in de hoop ooit een Formule 1 Grand Prix te verrijden op het Nederlandse eiland, maar dit werd nooit bereikt. Na één race werd het circuit zelf nooit meer gebruikt.
De reden voor dit eenmalige optreden was de staat waarin het stratencircuit verkeerde. Het wegdek in de straten van de hoofdstad van het eiland was spekglad, en daardoor niet geschikt voor het houden van een race. Het circuit was te vergelijken met het stratencircuit van Las Vegas. Het circuit heeft echter, in tegenstelling tot dat in Las Vegas nooit een Formule 1 race mogen organiseren omdat er simpelweg geen geld voor was.

## Uitslag
| Positie | Coureur               | Constructeur        | Chassis   |
| ------- | --------------------- | ------------------- | --------- |
| 1       | John Nielsen          | Ralt                | Ralt RT20 |
| 2       | Ivan Capelli          | Genoa Racing        | March 85B |
| 3       | Claudio Langes        | Eddie Jordan Racing | March 85B |
| 4       | Christian Danner      | BS Automotive       | March 85B |
| 5       | Alain Ferté           | Onyx                | March 85B |
| 6       | Emanuele Pirro        | Onyx                | March 85B |
| 7       | Alessandro Santin     | Lola Motorsport     | Lola T950 |
| 8       | John Jones            | Onyx                | March 85B |
| 9       | Fulvio-Maria Ballabio | San Remo Racing     | March 85B |
| 10      | Aldo Bertuzzi         | San Remo Racing     | March 85B |
| DNF     | Tommy Borgudd         | Roger Cowman Racing | Arrows A6 |
| DNF     | Guido Daccò           | San Remo Racing     | March 85B |
| DNF     | Johnny Dumfries       | BS Automotive       | March 85B |
| DNF     | Michel Ferté          | ORECA               | March 85B |
| DNF     | Fritz Glatz           | ORECA               | March 85B |
| DNF     | Eric Lang             | Eric Lang           | March 85B |
| DNF     | Lamberto Leoni        | Combari Italia      | March 85B |
| DNF     | Stefano Livio         | Combari Italia      | March 85B |
| DNF     | Gabriele Tarquini     | Lola Motorsport     | Lola T950 |
| DNF     | Mike Thackwell        | Ralt                | Ralt RT20 |

## Trivia
- In het jaar 1985 werden 3 Grand Prix' op Nederlandse bodem verreden. De Grand Prix Formule 1 werd verreden op Circuit Park Zandvoort. Ook de Formule 3000 deed het duincircuit aan, evenals de straten van Willemstad.